# 甘露寺兼長
甘露寺 兼長（かんろじ かねなが）は、南北朝時代から室町時代前期にかけての公卿。権中納言・甘露寺藤長の子。官位は従一位・権大納言兼按察使。

## 経歴
貞治3年（1364年）正月5日、8歳にして従五位上に叙され、応安7年（1374年）12月、左兵衛佐。正五位下となり、永和4年（1378年）12月13日に右少弁に任じられる。康暦元年（1379年）3月21日に正五位上、同2年12月22日左少弁、永徳元年（1381年）8月14日右中弁、更に権左中弁に進み、従四位下。
永徳2年（1382年）5月23日、蔵人の経験がないまま、即位間もない後小松天皇の蔵人頭に任じられ、従四位上に加階される。同年11月6日に参議に転じた（『公卿補任』）。この間に足利義満の家司となり、永徳元年に開かれた義満の内大臣の任大臣大饗の行事役を務めている（『広橋家記録』）。
永徳3年（1383年）正月15日には右兵衛督を兼ね、3月28日にはこれを止めると共に、権左中弁から一気に左大弁に昇進し、近江権守を兼任する。11月15日には、正四位下を経ることなく従三位に加叙される。
至徳3年（1386年）1月6日には正三位、同年8月27日には権中納言となり、明徳3年（1392年）8月22日までその地位にあった。明徳4年（1393年）正月に従二位、応永8年（1401年）に正二位に叙されたものの久しく散位にあり、応永16年（1409年）7月23日、53歳にして権大納言に任ぜられ、父・祖父の官を越す。応永18年（1411年）10月24日、勧修寺経豊に勧修寺長者を譲ると共に、権大納言を辞す。代わって権大納言に任じられた経豊は翌日に死去した。12月20日に、前官待遇を受ける本座宣下を受け、翌応永19年（1412年）12月28日、按察使を兼任する。
その後も後小松院の院司として活動し、その功績によって死の前日である応永29年（1422年）2月7日に従一位に叙せられた。

## 系譜
- 父：甘露寺藤長
- 母：不詳
- 妻：日野時光娘
  - 男子：甘露寺清長（1381年 - 1414年）
  - 男子：甘露寺房長（? - 1432年）
  - 男子：兼覚（?-?）- 慈恩院
  - 男子：万里小路豊房（?-?）
  - 女子：甘露寺経子（?-?）- 後小松天皇典侍